# White Light (Gene Clark)
White Light è un album di Gene Clark, pubblicato dalla A&M Records nell'agosto del 1971.

## Tracce
Lato A
1. The Virgin – 3:35 (Gene Clark)
2. With Tomorrow – 2:25 (Gene Clark, Jesse Davis)
3. White Light – 3:38 (Gene Clark)
4. Because of You – 4:03 (Gene Clark)
5. One in a Hundred – 3:30 (Gene Clark)

Lato B
1. For a Spanish Guitar – 4:57 (Gene Clark)
2. Where My Love Lies Asleep – 4:20 (Gene Clark)
3. Tears of Rage – 4:11 (Bob Dylan, Richard Manuel)
4. 1975 – 4:28 (Gene Clark)

Edizione CD del 2002, pubblicato dalla A&M Records (493 209-2)
1. The Virgin – 3:35 (Gene Clark)
2. With Tomorrow – 2:25 (Gene Clark, Jesse Davis)
3. White Light – 3:38 (Gene Clark)
4. Because of You – 4:03 (Gene Clark)
5. One in a Hundred – 3:30 (Gene Clark)
6. For a Spanish Guitar – 4:57 (Gene Clark)
7. Where My Love Lies Asleep – 4:20 (Gene Clark)
8. Tears of Rage – 4:11 (Bob Dylan, Richard Manuel)
9. 1975 – 4:28 (Gene Clark)
10. Because of You – 4:04 (Gene Clark) – Bonus Track - Alternate Mix
11. Stand by Me – 2:43 (Ben E. King, Jerry Leiber, Mike Stoller) – Bonus Track - Previously Unreleased
12. Ship of the Lord – 2:32 (Gene Clark) – Bonus Track - Previously Unreleased
13. Opening Day – 4:00 (Gene Clark) – Bonus Track - Previously Unreleased
14. Winter In – 3:17 (Gene Clark) – Bonus Track - Rare Track

## Musicisti
- Gene Clark - chitarra acustica, voce
- Jesse Davis - chitarra elettrica, produttore
- Ben Sidran - pianoforte
- Mike Utley - organo
- Chris Ethridge - basso
- Gary Mallaber - batteria
- Baker Bigsby - ingegnere del suono
- Joe Zagarino - ingegnere del suono